# Presentacion
Presentacion é um município de  quarta classe de renda municipal (d) na província Camarines Sul, nas Filipinas. De acordo com o censo de 1 de maio  de  2020 possui uma população de 22 591 pessoas e 4 691 domicílios.